# De moeders van Habuli
De moeders van Habuli is een volksverhaal uit Suriname.

## Het verhaal
Bij Waraus leefden twee zussen zonder man, ze doen alles zelf. Ze gaan een mauritiuspalm vellen omdat ze sagomeel nodig hebben maar het is al laat en de zussen gaan naar huis. De volgende dag zien ze dat het meel al klaar ligt en ze blijven bij de boom. Middernacht buigt een van de bladeren van de pinapalm voorover om het meel uit de stam van de mauritiuspalm te halen. De vrouwen pakken het blad en vragen het om in een man te veranderen. Het blad weigert, maar na enig aandringen stelt het zich voor als Majahkoto.
De oudste zus heeft een echtgenoot en ze krijgen een zoon, Habuli. De man jaagt voor de twee zussen en ontdekt de zwamp van meneer Jaguar. Hij wordt gedood en meneer Jaguar vermomt zich als Majahkotol. De zussen horen de ruwe stem en deze vraagt om Habuli. De zussen maken de vissen schoon en de man snurkt en roept in zijn slaap. De zussen weten dat dit niet Majahkotol is en binden boomvezels en repen bast als een pakketje. Ze vluchten met Habuli en stoppen het pakketje in de armen van de man. Met twee stokken van de vuurboor gaan ze op weg.
Ze horen Wauhuta, een pyjai en rennen naar haar gesloten hut. Als de man wakker wordt, zet hij de achtervolging in. Wauhuta doet niet open, maar dan knijpt de oudste zus in het oor van haar zoontje. Het jongetje begint te huilen en Wauhuta vraagt of het een jongetje of een meisje is. Wauhuta doet open als ze hoort dat het een jongen is en zegt tegen Jaguar dat ze geen mensen gezien heeft. Jaguar ruikt mensen en doet zijn kop om de deur, maar raakt dan de dorens en wordt door Wauhuta gedood. De zussen zijn zonder man en helpen Wauhuta. Ze moeten cassavewortels halen en dan wordt kasiri gemaakt. Wauhuta past op de jongen en geeft hem een toverdrank.
Als de zussen terugkomen, horen ze een fluitspel en zien binnen een bijna volwassen jongen met een bamboefluit. Wauhuta zegt dat ze niet weet waar Habuli is en de vrouwen gaan hem zoeken. Wauhuta gaat eerder terug en zegt tegen de jongen dat ze zijn moeder is, de andere vrouwen maken misbruik van de gastvrijheid. Habuli gelooft dit en de jongen gaat op jacht, hij brengt zijn moeder grote en de twee vrouwen kleine vogels. De vrouwen wachten op de kleine jongen en op een dag blijft een pijl van Habuli in een tak steken. De jongen klimt in de boom en hoort otters, ze ruiken hun neef Habuli. Habuli gaat naar een zandbank en de waterhonden leggen uit dat de oude vrouw zijn moeder niet is.
Habuli gelooft de otters en geeft de grote vogels aan zijn echte moeder. Hij vertelt over het toverdrankje en de leugens en de moeder is blij, maar ook verbaasd dat haar baby een bijna volwassen man is geworden. Wauhuta is erg boos en kan drie dagen niet eten. Ze plaagt haar gasten en deze willen vluchten. De zussen planten extra cassave voor de vlucht en Habuli haalt zijn pijl-en-boog en stenen bijl. Hij vraagt de hutpalen om Wauhuta niks te vertellen, maar vergeet de papegaai. De papegaai vertelt dat de gasten met een korjaal zijn vertrokken en Wauhuta rent naar de waterkant. Ze klemt zich aan de korjaal en Habuli laat een roeispaan neerkomen. Habuli hakt in een boom met een nest van bijen en laat Wauhuta honing verzamelen. Wauhuta kruipt naar binnen, waarna Habuli de opening dichtmaakt. Wauhuta de regenkikvors schreeuwt 's nachts wang, wang wang en als je goed kijkt, kun je zien hoe opgezwollen haar vingers zijn door de slagen van de roeispaan.

## Achtergronden
- De Karaïb hoort de regenkikvors niet wang, maar wihwipjo roepen. Bij beide stammen treurt de kikker om iemand.
- Haburi is een van de mythische helden van de Waraus, de vader der uitvindingen. Ze danken de vaartuigen aan hem.
- De Surinaamse Indianen worden naar taal verdeeld in de Karaïben, Arowakken en Waraus. Ook naar vestiging in Bovenlandse en Benedenlandse Indianen. De Arowakken behoren tot de Benedenlandse Indianen, ze noemen zich Karinjas (westelijk dialect) of Kalinjas (oostelijk dialect)> Vandaar de r of l in Haburi/Habuli. Er zijn bijna geen Waraus in Suriname overgebleven, ze zijn de Corantijn overgestoken en vestigden zich in Guyana bij andere stammen, ze wonen ook in de Orinoco-delta in Venezuela.